# Kongelig fullmektig
Kongelig fullmektig var i äldre tid det lägsta ämbetet i norska regeringsdepartement. År 1899 ersattes titeln med sekretær, senare även konsulent.